# The After Hours Til Dawn Tour
Tournées par The Weeknd
The Weeknd Asia Tour
The After Hours til Dawn Tour, initialement The After Hours Tour, est la septième tournée du chanteur canadien The Weeknd afin de promouvoir son album After Hours ainsi que l'album Dawn FM. 
La tournée est uniquement destinée à la promotion de l'album After Hours. Elle devait se dérouler dans des salles de concerts en débutant le 11 juin 2020 à Vancouver et se terminer le 16 novembre à Londres. Toutefois, en raison de la pandémie de Covid-19, toutes les dates initiales sont reportées à deux reprises (d'abord en 2021, puis au début de 2022) avant d'être annulées en faveur d'une tournée dans des stades en raison des contraintes liées aux salles.

## Contexte
Le 20 février 2020, le chanteur annonce sur les réseaux sociaux qu'il effectue une tournée en Amérique du Nord et en Europe dans le courant de l'année pour promouvoir son quatrième album, After Hours,. Des dates supplémentaires sont ajoutées à Vancouver, Miami, Los Angeles, Toronto ainsi qu'à Londres et pour la Tchéquie,.
En raison de la Pandémie de Covid-19, le promoteur de la tournée, Live Nation Entertainment, annonce que toutes les tournées prévues en 2020 sont reportées. Interrogé sur le statut de sa tournée lors d'une interview pour le magazine Variety en avril, The Weeknd déclare que la tournée n'est pas annulée et que lui et son équipe travaillent sur un nouvel agenda. Le 20 mai, le chanteur annonce de nouvelles dates pour la tournée, qui débute le 12 juin 2021 à Vancouver et se termine le 11 novembre 2021 à Berlin. 
Le 3 février 2021, la tournée est une seconde fois reportée et le chanteur révèle qu'elle devrait désormais débuter en janvier 2022 à Vancouver. Le 18 octobre 2021, il reporte la tournée une troisième fois, annonce qu'elle commence courant de l'été 2022 et qu'elle se déroule dans des stades en raison des contraintes liées aux salles de concert. Le nom de la tournée est modifié afin d'incorporer des chansons de son cinquième album Dawn FM. Après un léger retard dû à la guerre russo-ukrainienne, il est révélé que la partie nord-américaine de la tournée démarre le 3 mars 2022 avec la chanteuse Doja Cat en première partie. En tant qu'ambassadeur de l'ONU pour le Programme alimentaire mondial (PAM), The Weeknd met en place le « Fonds humanitaire XO ». Il fait don d'un dollar US pour chaque billet vendu, en plus d'un don de 500 000 dollars US pour ce programme.
Courant mai 2022, la chanteuse Doja Cat est contrainte d'annuler sa venue à la suite d'une tonsillectomie. Kaytranada, Snoh Aalegra et Mike Dean sont annoncés comme les premières parties à compte du 30 juin. La première étape de la tournée à Toronto, au Centre Rogers, le 8 juillet 2022, est annulée au dernier moment en raison de la panne du réseau Rogers qui affecte le fonctionnement de la salle.
Lors de son deuxième concert à Inglewood, le 3 septembre 2022, le chanteur met fin au concert en plein milieu de la chanson Can't Feel My Face et annonce « Je ne sais pas ce qui vient de se passer, mais je viens de perdre ma voix. Ça me tue, je ne veux pas arrêter mais je ne peux pas vous donner le concert que je veux. Je vais m'assurer que tout le monde va bien ; vous récupérerez votre argent, je ferai un concert bientôt pour vous. Mais je voulais sortir et m'excuser personnellement ». Les fans sont restés bouche bée après cette annonce, hésitant à quitter leur siège, dans la confusion.

## Scène et esthétique
Dans un communiqué de presse adressé à Variety, la tournée est la production la plus ambitieuse du chanteur à ce jour, reflétant le voyage créatif qui continue de se dérouler pour les deux albums, créant des mondes dans lesquels il se produit dans diverses performances télévisées, clips et courts métrages donnant vie à ces deux albums. 

## Setlist

### Leg 1 (Amérique du Nord)
Cette liste est celle d'un concert à Philadelphie en juillet 2022. Cette setlist est restée la même tout le long de la tournée en Amérique du Nord. 
1. Alone Again
2. Gasoline
3. Sacrifice
4. How Do I Make You Love Me?
5. Can't Feel My Face
6. Take My Breath
7. Hurricane
8. The Hills
9. Often
10. Crew Love
11. Starboy
12. Heartless
13. Low Life
14. Or Nah
15. Kiss Land
16. Party Monster
17. Faith
18. After Hours
19. Out of Time
20. I Feel it Coming
21. Die for You
22. Is There Someone Else?
23. I Was Never There
24. Wicked Games
25. Call Out My Name
26. The Morning
27. Save Your Tears
28. Less Than Zero
29. Blinding Lights

### Leg 2 (Europe)
Cette setlist provient du concert du 18 août 2023 au Wembley Stadium de Londres. La setlist européenne de la tournée était en constante évolution lors de chaque date.
1. Dawn FM
2. Take My Breath
3. Sacrifice (Swedish House Mafia Remix)
4. How Do I Make You Love Me?
5. Can't Feel My Face
6. Lost in the Fire
7. Hurricane
8. The Hills
9. Kiss Land
10. Often
11. Crew Love
12. Starboy
13. House of Balloons
14. Heartless
15. Low Life
16. Reminder
17. Party Monster
18. Faith
19. After Hours
20. Out of Time
21. I Feel It Coming
22. Die for You
23. Is There Someone Else?
24. I Was Never There
25. Wicked Games
26. Call Out My Name
27. The Morning
28. Save Your Tears
29. Less Than Zero
30. Blinding Lights
31. Tears in the Rain
32. Creepin'
33. Popular
34. In Your Eyes
35. Moth to a Flame

## Dates
| Date               | Ville                 | Pays / Nation      | Lieu                                      | Première parties   | Première parties   | Première parties   | Première parties   |
| Amérique du Nord,. | Amérique du Nord,.    | Amérique du Nord,. | Amérique du Nord,.                        | Amérique du Nord,. | Amérique du Nord,. | Amérique du Nord,. | Amérique du Nord,. |
| ------------------ | --------------------- | ------------------ | ----------------------------------------- | ------------------ | ------------------ | ------------------ | ------------------ |
| 14 juillet 2022    | Philadelphie          | États-Unis         | Lincoln Financial Field                   | Kaytranada         | Mike Dean          | Mike Dean          | Mike Dean          |
| 16 juillet 2022    | East Rutherford       | États-Unis         | MetLife Stadium                           | Kaytranada         | Mike Dean          | Mike Dean          | Mike Dean          |
| 21 juillet 2022    | Foxborough            | États-Unis         | Gillette Stadium                          | Kaytranada         | Mike Dean          | Mike Dean          | Mike Dean          |
| 24 juillet 2022    | Chicago               | États-Unis         | Soldier Field                             | Kaytranada         | Mike Dean          | Mike Dean          | Mike Dean          |
| 27 juillet 2022    | Détroit               | États-Unis         | Ford Field                                | Kaytranada         | Mike Dean          | Mike Dean          | Mike Dean          |
| 30 juillet 2022    | Landover              | États-Unis         | FedEx Field                               | Kaytranada         | Mike Dean          | Mike Dean          | Mike Dean          |
| 4 août 2022        | Tampa                 | États-Unis         | Raymond James Stadium                     | Kaytranada         | Mike Dean          | Mike Dean          | Mike Dean          |
| 6 août 2022        | Miami Gardens         | États-Unis         | Hard Rock Stadium                         | Kaytranada         | Mike Dean          | Mike Dean          | Mike Dean          |
| 11 août 2022       | Atlanta               | États-Unis         | Mercedes-Benz Stadium                     | Snoh Aalegra       | Mike Dean          | Mike Dean          | Mike Dean          |
| 14 août 2022       | Arlington             | États-Unis         | AT&T Stadium                              | Snoh Aalegra       | Mike Dean          | Mike Dean          | Mike Dean          |
| 18 août 2022       | Denver                | États-Unis         | Empower Field at Mile High                | Kaytranada         | Mike Dean          | Mike Dean          | Mike Dean          |
| 20 août 2022       | Paradise              | États-Unis         | Allegiant Stadium                         | Kaytranada         | Mike Dean          | Mike Dean          | Mike Dean          |
| 23 août 2022       | Vancouver             | Canada             | BC Place                                  | Kaytranada         | Mike Dean          | Mike Dean          | Mike Dean          |
| 25 août 2022       | Seattle               | États-Unis         | Lumen Field                               | Snoh Aalegra       | Mike Dean          | Mike Dean          | Mike Dean          |
| 27 août 2022       | Santa Clara           | États-Unis         | Levi's Stadium                            | Snoh Aalegra       | Mike Dean          | Mike Dean          | Mike Dean          |
| 30 août 2022       | Glendale              | États-Unis         | State Farm Stadium                        | Kaytranada         | Mike Dean          | Mike Dean          | Mike Dean          |
| 2 septembre 2022   | Inglewood             | États-Unis         | SoFi Stadium                              | Kaytranada         | Mike Dean          | Mike Dean          | Mike Dean          |
| 22 septembre 2022  | Toronto               | Canada             | Centre Rogers                             | Kaytranada         | Mike Dean          | Mike Dean          | Mike Dean          |
| 23 septembre 2022  | Toronto               | Canada             | Centre Rogers                             | Kaytranada         | Mike Dean          | Mike Dean          | Mike Dean          |
| 26 novembre 2022   | Inglewood             | États-Unis         | SoFi Stadium                              | Kaytranada         | Mike Dean          | Mike Dean          | Mike Dean          |
| 27 novembre 2022   | Inglewood             | États-Unis         | SoFi Stadium                              | Kaytranada         | Mike Dean          | Mike Dean          | Mike Dean          |
| Europe             |                       |                    |                                           |                    |                    |                    |                    |
| 6 juin 2023        | Lisbonne              | Portugal           | Passeio Maritimo de Algés                 | Kaytranada         | Kaytranada         | Mike Dean          | Mike Dean          |
| 10 juin 2023       | Manchester            | Royaume-Uni        | Docklands Stadium                         | Kaytranada         | Kaytranada         | Mike Dean          | Mike Dean          |
| 14 juin 2023       | Horsens               | Danemark           | Nordstern Arena                           | Kaytranada         | Kaytranada         | Mike Dean          | Mike Dean          |
| 17 juin 2023       | Stockholm             | Suède              | Tele2 Arena                               | Kaytranada         | Kaytranada         | Mike Dean          | Mike Dean          |
| 18 juin 2023       | Stockholm             | Suède              | Tele2 Arena                               | Kaytranada         | Kaytranada         | Mike Dean          | Mike Dean          |
| 20 juin 2023       | Oslo                  | Norvège            | Telenor Arena                             | Kaytranada         | Kaytranada         | Mike Dean          | Mike Dean          |
| 23 juin 2023       | Amsterdam             | Pays-Bas           | Johan Cruyff Arena                        | Kaytranada         | Kaytranada         | Mike Dean          | Mike Dean          |
| 24 juin 2023       | Amsterdam             | Pays-Bas           | Johan Cruyff Arena                        | Kaytranada         | Kaytranada         | Mike Dean          | Mike Dean          |
| 28 juin 2023       | Dublin                | Irlande            | Marlay Park                               | Kaytranada         | Kaytranada         | Mike Dean          | Mike Dean          |
| 2 juillet 2023     | Hambourg              | Allemagne          | Volksparkstadion                          | Kaytranada         | Kaytranada         | Mike Dean          | Mike Dean          |
| 4 juillet 2023     | Düsseldorf            | Allemagne          | Merkur Spiel-Arena                        | Kaytranada         | Kaytranada         | Mike Dean          | Mike Dean          |
| 7 juillet 2023     | Londres               | Royaume-Uni        | Stade de Londres                          | Kaytranada         | Kaytranada         | Mike Dean          | Mike Dean          |
| 8 juillet 2023     | Londres               | Royaume-Uni        | Stade de Londres                          | Kaytranada         | Kaytranada         | Mike Dean          | Mike Dean          |
| 11 juillet 2023    | Bruxelles             | Belgique           | Stade Roi Baudouin                        | Kaytranada         | Kaytranada         | Mike Dean          | Mike Dean          |
| 12 juillet 2023    | Bruxelles             | Belgique           | Stade Roi Baudouin                        | Kaytranada         | Kaytranada         | Mike Dean          | Mike Dean          |
| 14 juillet 2023    | Francfort-sur-le-Main | Allemagne          | Deutsche Bank Park                        | Kaytranada         | Kaytranada         | Mike Dean          | Mike Dean          |
| 18 juillet 2023    | Madrid                | Espagne            | Estadio Metropolitano                     | Kaytranada         | Kaytranada         | Mike Dean          | Mike Dean          |
| 20 juillet 2023    | Barcelone             | Espagne            | Stade olympique Lluís-Companys            | Kaytranada         | Kaytranada         | Mike Dean          | Mike Dean          |
| 22 juillet 2023    | Nice                  | France             | Allianz Riviera                           | Kaytranada         | Kaytranada         | Mike Dean          | Mike Dean          |
| 23 juillet 2023    | Nice                  | France             | Allianz Riviera                           | Kaytranada         | Kaytranada         | Mike Dean          | Mike Dean          |
| 26 juillet 2023    | Milan                 | Italie             | Ippodromo Snai La Maura                   | Kaytranada         | Kaytranada         | Mike Dean          | Mike Dean          |
| 27 juillet 2023    | Milan                 | Italie             | Ippodromo Snai La Maura                   | Kaytranada         | Kaytranada         | Mike Dean          | Mike Dean          |
| 29 juillet 2023    | Paris                 | France             | Stade de France                           | Kaytranada         | Kaytranada         | Mike Dean          | Mike Dean          |
| 30 juillet 2023    | Paris                 | France             | Stade de France                           | Kaytranada         | Kaytranada         | Mike Dean          | Mike Dean          |
| 1er août 2023      | Bordeaux              | France             | Matmut Atlantique                         | Kaytranada         | Kaytranada         | Mike Dean          | Mike Dean          |
| 4 août 2023        | Munich                | Allemagne          | Stade olympique                           | Kaytranada         | Kaytranada         | Mike Dean          | Mike Dean          |
| 6 août 2023        | Prague                | Tchéquie           | Letňany                                   | Kaytranada         | Kaytranada         | Mike Dean          | Mike Dean          |
| 9 août 2023        | Varsovie              | Pologne            | Stade national de Varsovie                | Kaytranada         | Kaytranada         | Mike Dean          | Mike Dean          |
| 12 août 2023       | Tallinn               | Estonie            | Tallin Song Festival Grounds              | Kaytranada         | Kaytranada         | Mike Dean          | Mike Dean          |
| 18 août 2023       | Londres               | Royaume-Uni        | Stade de Wembley                          | Kaytranada         | Kaytranada         | Mike Dean          | Mike Dean          |
| Amérique Latine    |                       |                    |                                           |                    |                    |                    |                    |
| 26 septembre 2023  | Monterrey             | Mexique            | Stade BBVA                                | Kaytranada         | Kaytranada         | Mike Dean          | Mike Dean          |
| 29 septembre 2023  | Mexico                | Mexique            | Foro Sol                                  | Kaytranada         | Kaytranada         | Mike Dean          | Mike Dean          |
| 30 septembre 2023  | Mexico                | Mexique            | Foro Sol                                  | Kaytranada         | Kaytranada         | Mike Dean          | Mike Dean          |
| 4 octobre 2023     | Bogota                | Colombie           | Stade Nemesio Camacho El Campín           | Kaytranada         | Kaytranada         | Mike Dean          | Mike Dean          |
| 7 octobre 2023     | Rio de Janeiro        | Brésil             | Stade olympique Nilton-Santos             | Kaytranada         | Kaytranada         | Mike Dean          | Mike Dean          |
| 10 octobre 2023    | São Paulo             | Brésil             | Allianz Parque                            | Kaytranada         | Kaytranada         | Mike Dean          | Mike Dean          |
| 11 octobre 2023    | São Paulo             | Brésil             | Allianz Parque                            | Kaytranada         | Kaytranada         | Mike Dean          | Mike Dean          |
| 15 octobre 2023    | Santiago              | Chili              | Estadio Bicentenario de La Florida        | Kaytranada         | Kaytranada         | Mike Dean          | Mike Dean          |
| 16 octobre 2023    | Santiago              | Chili              | Estadio Bicentenario de La Florida        | Kaytranada         | Kaytranada         | Mike Dean          | Mike Dean          |
| 18 octobre 2023    | Buenos Aires          | Argentine          | Stade Monumental Antonio Vespucio Liberti | Kaytranada         | Kaytranada         | Mike Dean          | Mike Dean          |
| 22 octobre 2023    | Lima                  | Pérou              | Estadio San Marcos                        | Kaytranada         | Kaytranada         | Mike Dean          | Mike Dean          |
| 25 octobre 2023    | Guadalajara           | Mexique            | Estadio Akron                             | Kaytranada         | Kaytranada         | Mike Dean          | Mike Dean          |
| Océanie            |                       |                    |                                           |                    |                    |                    |                    |
| 5 octobre 2024     | Melbourne             | Australie          | Marvel Stadium                            | Kaytranada         | Mike Dean          | Anna Lunoe         |                    |
| 6 octobre 2024     | Melbourne             | Australie          | Marvel Stadium                            | Kaytranada         | Mike Dean          | Anna Lunoe         |                    |
| 22 octobre 2024    | Sydney                | Australie          | Stadium Australia                         | Kaytranada         | Mike Dean          | Anna Lunoe         |                    |
| 23 octobre 2024    | Sydney                | Australie          | Stadium Australia                         | Kaytranada         | Mike Dean          | Anna Lunoe         |                    |